# Yawalapitís
Els yawalapitís (també jaulapiti, yaulapiti, o yawalapití) són una tribu indígena de la Conca amazònica del Brasil. El nom també s'escriu Iaualapiti en portuguès. L'actual poble yawalapiti està situat més al sud, entre el riu Tuatuari i el riu Kuluene. La seva població el 2011 era de 156 individus respecte a la població de 237 del 2010, però la baixa de 25 el 1954.
Els yawalapitís viuen al Parc indígena del Xingu, a la regió Alt Xingu juntament amb les tribus Kiabi, Yudja i Suya. Les formes de vida d’aquestes quatre tribus són força similars tot i tenir idiomes diferents. Els seus pobles es troben al voltant del llac Ipavu, que es troba a sis quilòmetres del riu Kuluene.

## Llengua
El yawalapití és una llengua maipurà central, que forma part de la família de les llengües arawak. El yawalapití està relacionat amb el waurá i el mehinaku.

## Descripció de les viles
Típic de les tribus del Xingu superior, el poble yawalapití és de forma circular i té cases comunals que envolten la plaça (uikúka) neta de vegetació. Al centre de la plaça hi ha la casa dels homes: freqüentada només pels homes i on s’emmagatzemen i toquen les flautes sagrades. És en aquesta casa o a la vora del riu propera on els homes es reuneixen per parlar al capvespre i on es pinten per a cerimònies.
La casa dels homes és similar a les cases residencials. Només té una o dues portes, sempre més petites que les de les residències, que donen a la plaça central. Les flautes es pengen a les bigues i durant el dia només es poden tocar a l'interior de la casa; a la nit (després de retirar-se les dones) els homes poden tocar les flautes al pati.
El ritual Quarup o Kuarup es realitza per honorar els membres de la tribu morta. Se celebra junt amb tribus veïnes.

## Història
El primer contacte històric entre els yawalapitís i els europeus es va produir el 1887, quan van ser visitats per l'expedició de Karl von den Steinen. En aquest període, es van situar al curs alt del riu Tuatuari, en una regió entre llacunes i pantans identificats pels yawalapitía com una petita granja. La impressió de l’antropòleg alemany sobre aquests indis va ser la pobresa, un poble que no tenia prou menjar per oferir als visitants.